# Союз ТМ-25
Союз ТМ-25 е пилотиран космически кораб от серията „Союз ТМ“ към станцията „Мир“ и 101-ви полет по програма „Союз“.

## Екипаж

### При старта

#### Основен
- Василий Циблиев(2) – командир
- Александър Лазуткин(1) – бординженер
- Райнхолд Евалд(1) – космонавт-изследовател

#### Дублиращ
- Талгат Мусабаев – командир
- Николай Бударин – бординженер
- Ханс Шлегел – космонавт-изследовател

### При кацането
- Василий Циблиев(2) – командир
- Александър Лазуткин(1) – бординженер

## Параметри на мисията
- Маса: 7150 кг
- Перигей: 378 км
- Апогей: 394 км
- Наклон на орбитата: 51,56°
- Период: 90,28 мин

## Описание на полета
„Союз ТМ-25“ извежда в орбита 23-та основна експедиция на станцията „Мир“. Третият член на основния екипаж – американката Джери Лененджър е на борда на станцията.
По време на полета се изпълнява руско-германската изследователска програма „Мир-97“. Тя включва медицински изследвания (пълно изучаване вкиянието на безтгловността върху човешкия организъм, оценка на психо-физиологичното състояние в началния етап на полета, определяне особеностите на хормоналната регулация на обменните процеси, изследване на сърдечно-съдовата система). Правят се и изследвания на микрофлората в жилищните отсеци на комплекса, подготвени от специалисти от японската космическа агенция. След около 20-дневен полет екипажът на 22-ра основна експедиция, заедно с Райнхолд Евалд се приземява успешно.
На 17 май с комплекса се скачва совалката Атлантис, мисия STS-84. Тогава е заменен Дж. Лененджър с Майкъл Фоул като трети член на основния екипаж.
През април със станцията се скачва в автоматичен режим товарния космически кораб Прогрес М-34, носещ на борда си храна, консумативи и оборудване.
Единственото си излизане в открития космос екипажът осъществява за прибиране на опитни образци от външната страна на станцията, поставяне на нови, инсталиране на дозимер за изследване на радиация и ипробване на нов тип скафандър („Орлан ДМА“).

### Космически разходки
| № | Участници                       | Начало                  | Край                    | Продължителност    |
| - | ------------------------------- | ----------------------- | ----------------------- | ------------------ |
| 1 | Джери Лененджър Василий Циблиев | 29 април 1997 05:10 UTC | 29 април 1997 10:09 UTC | 4 часа и 59 минути |

На 24 юни при повторното скачване в телеоператорен режим става сблъсък между кораба и модула Спектър. В резултат модулът е разхерметизиран. Космонавтите на станцията не пострадват, но модулът е изведен от строя. „Спектър“ е изолиран, за да не се разхерметизира целия комплекс. Планирано е излизане в открития космос, но при един от медицинските прегледи са установени нарушения на сърдечния ритъм на В. Циблиев. Решено е космическата разходка да се осъществи от следващия екипаж на станцията.
През юли е посрещнат товарния кораб „Прогрес М-35“, на който освен консумативи, храна и гориво се доставят и лични вещи за американския астронавт, тъй като неговите остават в изолирания модул и е невъзможно да ги ползва.
На 5 август със станцията се скачва Союз ТМ-26, на борда на който се намира следващата дълговременна експедиция. След около 10-дневен полет със „Союз ТМ-25“ успешно се приземяват В. Циблиев и А. Лазуткин.